# Sammargheritese 1903
L'Associazione Calcio Dilettantistica Sammargheritese 1903, meglio nota come Sammargheritese, è una società calcistica italiana con sede nel comune di Santa Margherita Ligure, nella città metropolitana di Genova.
Milita in Eccellenza, quinta divisione del campionato italiano.

## Storia
L'8 settembre 1903, come riportato negli “Annali di Santa Margherita Ligure” del Prof. Scarsella, "Viene inaugurato con una bella festa il vessillo della neonata Società Sportiva” denominata Tigullio ed avente come colori sociali il bianco-blu. L'attività calcistica ha carattere occasionale,  non partecipa ai campionati federali e disputa solo partite amichevoli. Si iscrive alla FIGC nel 1920 ed a seguito dell'amichevole del 13 maggio dello stesso tra le nazionali d'Italia e Paesi Bassi svoltasi a Genova, i dirigenti decisero di adottare l'arancione della squadra ospite. 
Nel novembre 1932 la squadra cessa ogni attività, ritirandosi dal girone B ligure della Seconda Divisione 1932-1933.
Il club viene rifondato nel 1945 e nella stagione 1946-1947 disputò il suo unico campionato di Serie C. Nel 1951 il club assume il nome di Associazione Calcio Sammargheritese.

## Colori e simboli
I colori sociali della società sono l'arancione e il blu; disputa le sue partite allo stadio Eugenio Broccardi di Santa Margherita Ligure.
Il colore arancione arriverà solo nella stagione sportiva 1920/1921. Ad ispirare il cambiamento dei colori sociali fu la gara amichevole giocata dalla nazionale olandese a Marassi contro l'Italia; i dirigenti sammargheritesi presenti in tribuna restarono così colpiti dalle maglie olandesi da farne propri i colori.

## Palmarès

### Competizioni regionali
- Promozione: 3

1954-1955 (girone B), 1984-1985 (girone B), 2004-2005 (girone B)
- Prima Categoria: 2

1962-1963 (girone B), 1975-1976 (girone C)
- Campionato italiano di terza divisione: 2

1923-1924 (girone D), 1927-1928 (girone B)
- Coppa Italia Dilettanti Liguria: 1

2013-2014